# مكان آل وعل (شبام)
'

تعديل مصدري - تعديل

مكان ال وعل هي إحدى قرى عزلة شبام بمديرية شبام التابعة لمحافظة حضرموت، بلغ تعداد سكانها 36 نسمة حسب تعداد اليمن لعام 2004.